# Litteraturåret 2023
Denna artikel sammanställer viktiga litterära händelser under 2023.

## Årets händelser
- 11–12 augusti – Ådalens litteraturfestival planeras hållas för första gången.[1]
- 28 september–1 oktober – Bokmässan i Göteborg planeras anordnas med judisk kultur, staden och ljud som teman.[2]

## Priser och utmärkelser
- Litteraturpriset till Astrid Lindgrens minne (ALMA-priset): Laurie Halse Anderson[3]
- Nobelpriset i litteratur: Jon Fosse[4]

## Årets böcker

### Skönlitteratur

#### Romaner/noveller
- Straff av Ann-Helén Laestadius (Romanus & Selling)

#### Lyrik
- Jorden öppnar portarna: en diktcykel av Håkan Sandell.

### Sakprosa

#### Biografi/självbiografi
- Tankar efter en pandemi av Anders Tegnell (Natur & Kultur)
- Kungen av Mikael Holmqvist (Natur & Kultur)

## Avlidna
- 3 mars – Kenzaburo Oe, 88, japansk författare, Nobelpristagare i litteratur 1994.
- 13 oktober – Louise Glück, 80 amerikansk poet, Nobelpristagare i litteratur 2020.